# ترهربرت
ترهربرت (به انگلیسی: Treherbert) یک منطقهٔ مسکونی در بریتانیا است که در روندا کنون تاو واقع شده‌است. ترهربرت ۵٬۷۲۷ نفر جمعیت دارد.